# Spira (Germania)
Spira (in tedesco Speyer, in tedesco palatino Schbaija, in francese Spire) è una città extracircondariale (targa SP) di 50 565 abitanti della Renania-Palatinato, in Germania. Situata lungo il corso del Reno, si trova a circa 25 km a sud di Ludwigshafen e Mannheim.
Centro di grande importanza storica e culturale, la città è nota per l'imponente cattedrale, inserita dal 1981 nella lista dei patrimoni dell'umanità dell'UNESCO. Spira è sede di una diocesi cattolica.

## Geografia fisica
Un fattore importante per la costituzione di un insediamento fu la posizione sulle principali rotte europee lungo il Reno. C'erano solo pochissimi altri luoghi tra Basilea e Magonza protetti dalle inondazioni per l'altezza delle rive e insieme vicini al fiume. Inoltre, circa 20 km a valle vi è la confluenza col fiume Neckar, la cui valle si estende a sudest verso il Danubio. Ad ovest, le basse colline tra la Foresta del Palatinato (Pfälzerwald) e il massiccio dello Hunsrück offrono un facile accesso in direzione dell'attuale Kaiserslautern e della Francia. L'importanza del nodo di comunicazioni è dimostrata dal fatto che nel medioevo esistevano alcuni traghetti sul Reno presso Spira. Il Reno cambiò costantemente nei secoli il suo corso e fino al secolo XIX formava numerosi meandri. Anche dopo che il corso del fiume è stato regolato, rimangono bracci del "vecchio Reno" e le tracce del letto precedente.

## Storia
Dati archeologici suggeriscono che il sito su cui sorge la città, i cui primi insediamenti si formarono già a partire dall'età della pietra e del bronzo nei pressi dell'importante canale di comunicazione costituito già nell'antichità dal fiume Reno, fosse inizialmente abitato dai Celti intorno al 500 a.C.
Dopo la sottomissione dei Galli da parte dei romani, quando il fiume Reno divenne la linea di frontiera (limes) dell'impero, presidiata dai romani con navi, la città era nota come Augusta Nemetum, dal nome della tribù dei Nemeti che abitava nella regione. Nel Medioevo fu un luogo di considerevole importanza, essendo stata sede di ben 29 diete imperiali.
- Nel 10 a.C. viene stabilito il primo campo militare romano, situato nell'area compresa fra l'attuale municipio e il vescovado (grosso modo fra la Kleine Pfaffengasse e la Große Himmelsgasse), per un gruppo di cinquecento uomini appartenenti alla cavalleria. Questo primo insediamento costituì il primo nucleo dell'abitato, che si andò espandendo in seguito.
- Dall'anno 83 l'abitato viene incluso nella provincia romana della Germania superior.
- Nel 150 la città compare sulla carta geografica del greco Tolomeo con il nome celtico di Noviomagus (Neufeld); lo stesso nome si ritrova nell'Itinerarium Antonini, un manuale di viaggio dell'epoca di Caracalla (211–217) e sulla Tabula Peutingeriana, una carta stradale del III secolo.
- Nel 346 viene menzionato per la prima volta un vescovo della città.
- Nel periodo fra il 496 e il 506, dopo che i Franchi di Clodoveo sconfiggono gli Alemanni e la città viene inglobata nel Regno franco, rientrando nell'orbita culturale romano-gallica, si forma il Distretto di Spira (Speyergau). Nelle fonti comincia a comparire il nome "Spira" per indicare la città. Questo nome, introdotto dagli Alemanni, compare per la prima volta nella Notitia Galliarum del sesto secolo, benché possa farsi risalire già al periodo della conquista da parte dei Franchi. In questo contesto viene menzionato per la prima volta negli atti del Concilio di Parigi del 614 il vescovo Ilderico di Spira (Hilderich von Speyer), che aveva preso parte al concilio nazionale del regno franco, nuovamente riunito sotto Clotario II. Si ipotizza che il vescovato di Spira sia stato fondato verso la metà del V secolo. Alla fondazione del vescovato di Spira dovette collegarsi la costruzione di una prima chiesa cattedrale per il vescovo locale.
- Nel 1027 Corrado II il Salico, proveniente dal Distretto di Spira e successore di Enrico II di Sassonia al soglio imperiale del Sacro Romano Impero il 4 settembre 1024, pone la prima pietra per la costruzione della Cattedrale nel luogo dove si trovava la chiesa cattedrale. Il duomo, la cui costruzione fu cominciata nel 1030, avrebbe dovuto ospitare le tombe della dinastia di Corrado II e rappresentare la "espressione in pietra della potenza e della dignità imperiale" ("der in Stein geformte Ausdruck kaiserlicher Macht und Würde": F. Schlickel, Speyer. Von den Saliern bis heute, Speyer 2000, p. 14). La città diventa centro della vita politica e spirituale del regno dei Franchi Salii.
- Nel 1076 l'imperatore Enrico IV parte da Spira, la sua città preferita, per Canossa.
- Nel 1209 l'imperatore Ottone IV di Brunswick rinuncia alle pretese sui domini papali in Italia con il Trattato di Spira (1209)
- Nel 1294 il vescovo perde molti dei suoi diritti precedenti: da questo momento in poi Spira diviene una città libera del Sacro Romano Impero.
- Fra il 1527 e il 1689 Spira è sede della Corte della Camera Imperiale (il Reichskammergericht).
- Nel 1689 la città è fortemente danneggiata dalle truppe francesi.
- Fra il 1792 e il 1814 Spira è sotto la giurisdizione francese.
- Nel 1816 Spira diviene la sede amministrativa dell'Elettorato del Palatinato (Pfalz) e del governo del Distretto del Reno della Baviera (poi chiamato Palatinato Bavarese), e rimane tale sino alla fine della Seconda guerra mondiale.
- Fra il 1883 e il 1904 viene costruita la Gedächtnisskirche (Chiesa della memoria) per ricordare la Protesta dei Luterani del 1529.
- Nel 1947 viene fondata l'Accademia Statale di Scienza Amministrativa (poi rinominata Università tedesca di scienze amministrative di Spira[3]).
- Nel 1990 si celebra il 2 000º anniversario della città di Spira.

### Diete all'epoca della Riforma
Nell'epoca della Riforma vi si tennero importanti diete, convocate dall'imperatore Carlo V nel corso dell'evoluzione della riforma protestante.
- La prima (1526) permise ai principi luterani la costituzione di chiese territoriali.
- Nella seconda (1529) Carlo V revocò ogni precedente concessione e diffidò i principi tedeschi dall'aderire al luteranesimo, ma sei principi e quattordici città protestarono contro l'imposizione (da qui il nome protestanti per indicare i riformati).
- Nella dieta del 1544 vennero accordati gli aiuti economici chiesti da Carlo V per la nuova guerra contro Francesco I di Francia, in cambio di nuove concessioni ai riformati.

## Monumenti e luoghi d'interesse

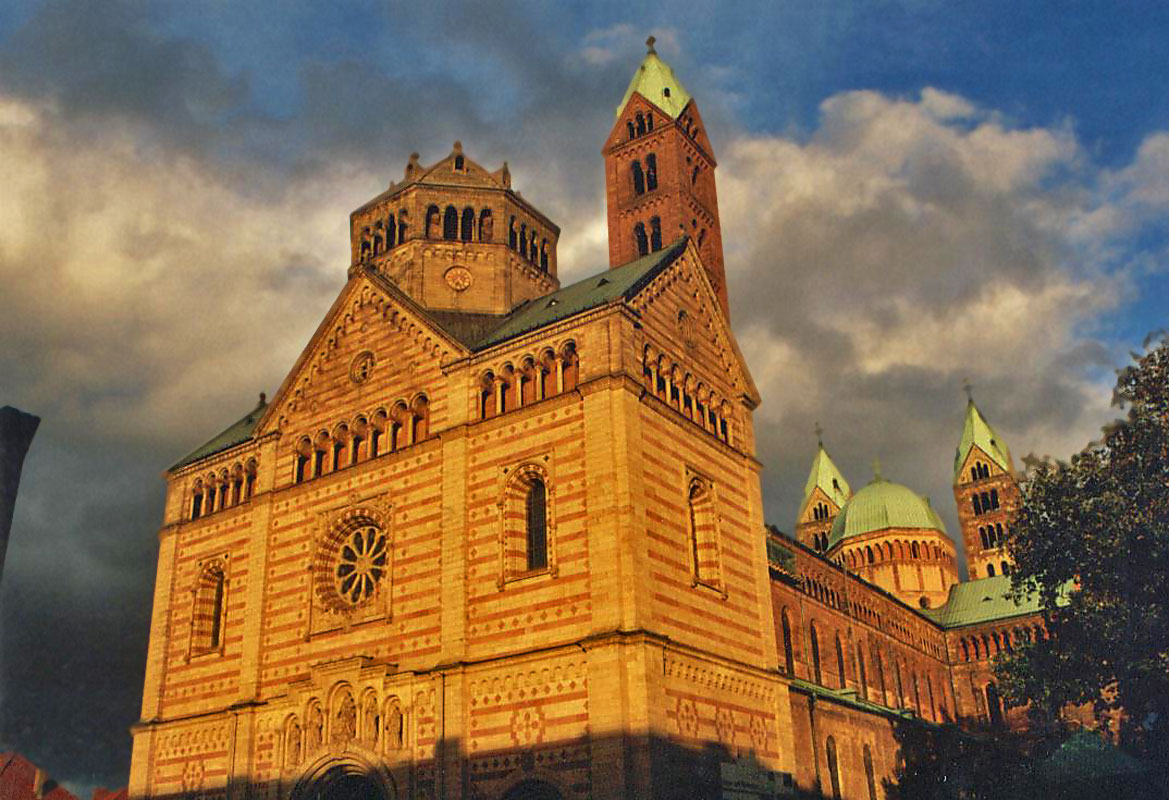
Il duomo di Spira

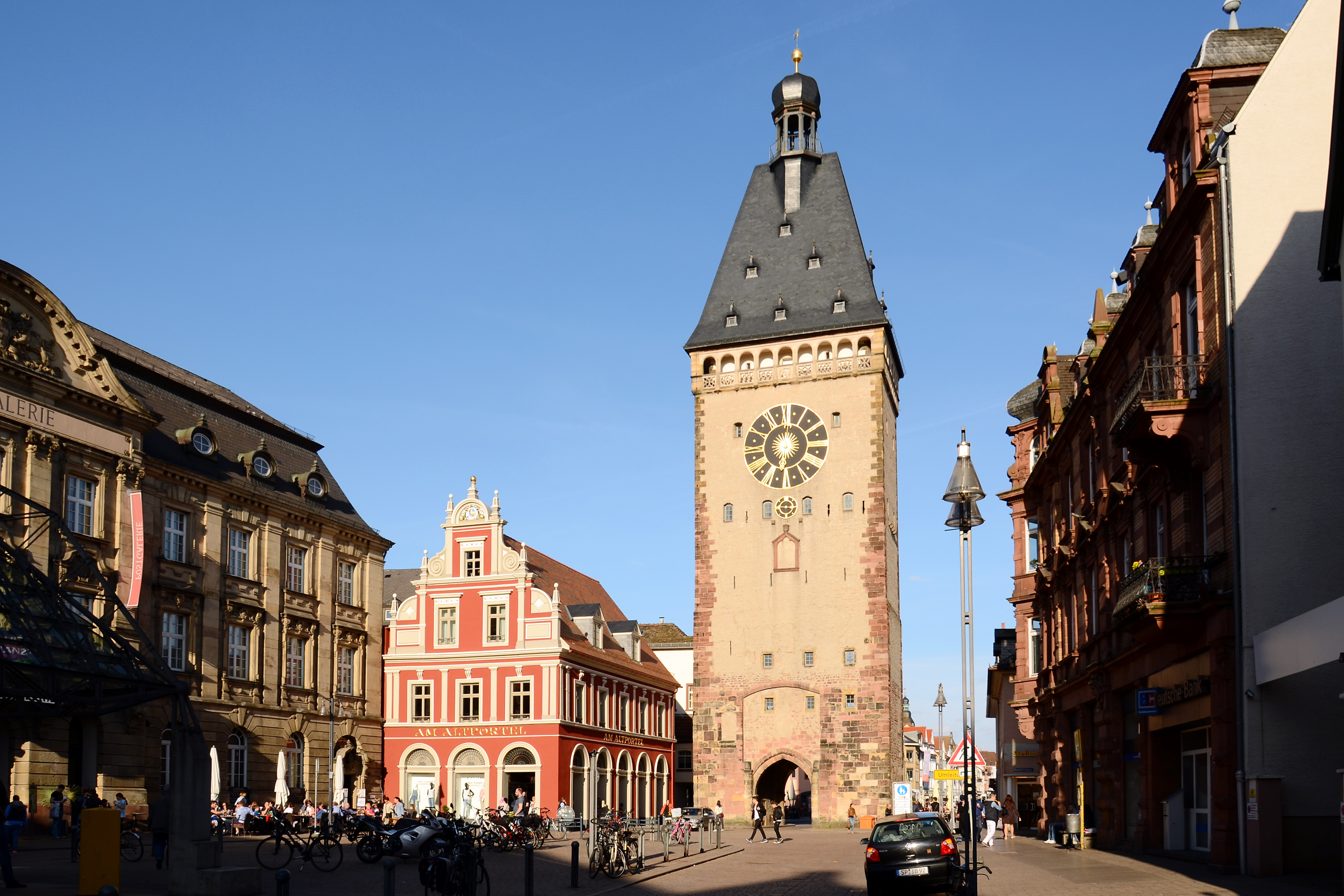
L'Altportel

- Duomo di Spira, eretto fra il 1030 e il 1106, è considerato una delle più grandi costruzioni romaniche della Renania e uno dei migliori esempi dell'architettura romanica in Germania. Nella cripta del Kaiserdom si trovano le tombe della famiglia imperiale dei Salii tra cui Corrado II ed Enrico IV, colui che nel 1077 si umiliò a Canossa. Anche Rodolfo I d'Asburgo, imperatore del Sacro Romano Impero dal 1273 al 1291, è sepolto qui. Nel 1981 è stato dichiarato Patrimonio dell'umanità da parte dell'UNESCO. Dal Duomo parte la Maximilianstrasse, via centrale lungo la quale sorgono edifici del XVIII secolo, come il Rathaus e la Kaufhaus.
- Altportel o vecchia porta, si trova all'estremità opposta di Maximilianstrasse: alta 55 metri, è l'unico resto delle mura, risalente al XIII secolo per la parte inferiore. Il piano superiore, con la loggia e il tetto a padiglione, fu costruito tra il 1512 e il 1514.

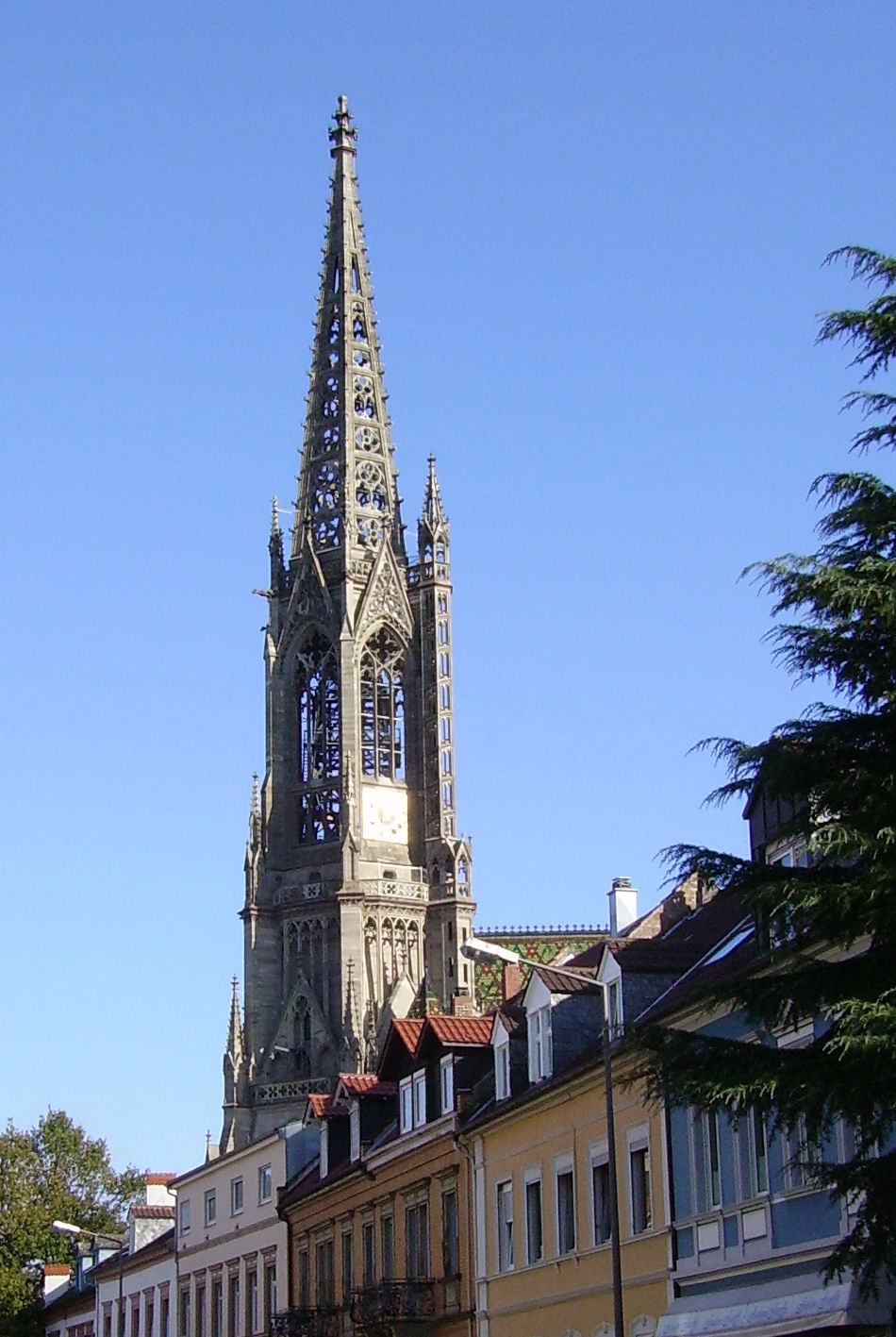
Il campanile della Gedächtniskirche dalla Schützenstraße

- Chiesa memoriale della protesta (Gedächtniskirche der Protestation), fu costruita tra il 1893 e il 1904 per ricordare la "protesta" alla Dieta di Spira del 1529. Di stile neogotico, si trova poco oltre l'Altportel.

## Cultura

### Musei
- Il Museo Storico del Palatinato presenta reperti romani e medioevali provenienti dalla regione, specialmente ruderi dell'antica cattedrale e una delle più importanti raccolte dell'età del bronzo, comprendente il "Cappello d'oro" trovato nella vicina Schifferstadt.
- Non lontano dal centro si trova il Museo della Tecnica, con una grande collezione di capolavori della tecnica, soprattutto nel settore ferroviario e aeronautico: fra l'altro il Boeing 747-230 "Schleswig-Holstein" e il tester OK-GLI della navetta spaziale russa del Programma Buran.
- Il Museo SchPIRA presenta reperti relativi alla vita degli Ebrei a Spira nel Medioevo. Nell'adiacente quartiere ebraico (Judenhof) si possono vedere resti di Sinagoga, Cimitero e quasi intatto l'impianto per il bagno rituale Mikveh.
Il museo presenta la forma ebraica del nome della città.
- Il parco acquatico Sea Life Speyer, realizzato in collaborazione con Greenpeace, fa conoscere la ricca flora e fauna del fiume Reno.

### Musica
Ogni anno tra agosto e ottobre si svolgono le giornate internazionali della musica "Dom zu Speyer", organizzate dal Capitolo della Cattedrale e dalla Amministrazione cittadina. L'iniziativa è nata nel 1980 per celebrare i 950 anni dalla fondazione del Duomo.

### Istruzione
Le numerose scuole di ogni ordine, sia pubbliche sia private, fanno di Spira una città in cui la scolarizzazione è elevata. Il 49,5% degli studenti raggiunge la maturità, contro la media tedesca di 28,5%.
La città è sede dell'Università tedesca di Scienze dell'amministrazione, l'unica istituzione formativa postuniversitaria di questo genere per l'alta amministrazione nella repubblica tedesca.

## Società

### Evoluzione demografica
Sviluppo demografico di Spira dal 1586:
| Anno     | 1586  | 1797  | 1815  | 1830  | 1846   | 1871   | 1939   | 1946   | 1950   | 1956   | 1961   | 1966   | 1974   | 2007   |
| -------- | ----- | ----- | ----- | ----- | ------ | ------ | ------ | ------ | ------ | ------ | ------ | ------ | ------ | ------ |
| Abitanti | 7 814 | 2 805 | 5 827 | 8 391 | 10 619 | 12 901 | 26 509 | 28 047 | 31 706 | 35 526 | 38 724 | 41 348 | 44 658 | 50 673 |

Spira ha avuto il più alto tasso di crescita fra tutte le città del Palatinato ed è stata una delle poche città ad avere un saldo demografico positivo fino al 2009.
Confronto in percentuale tra 1939 (100%) e 1985:
- Landau 110,0
- Ludwigshafen 105,3
- Neustadt an der Weinstraße 115,2
- Speyer 144,0
- Renania-Palatinato 122,3[5]

## Economia
A Spira sono attive industrie delle seguenti branche: elettronica (compresa una grossa fabbrica del gruppo Tyco International già della Siemens), aeronautica (in primo luogo la Pfalz-Flugzeugwerke e una fabbrica di ultraleggeri), componentistica per auto, chimica, materiali isolanti. Nel 2009 il 20,8% dei lavoratori dipendenti era impiegato nell'industria.
Nel settore dei servizi era occupato nel 2009 circa il 23% dei lavoratori dipendenti, mentre un ulteriore 55,8% circa di occupati era impegnato in altre attività di servizio.
Le attività commerciali sono situate in massima parte nel centro della città, soprattutto lungo la Maximilianstrasse (zona pedonale) e le strade adiacenti.
Negli anni recenti vi è stato un forte aumento del turismo. Nel 2011 140.675 ospiti hanno soggiornato in 21 esercizi, con un totale di 251 091 pernottamenti; la durata media del soggiorno è di 1,78 giorni.

## Amministrazione

### Gemellaggi
- Spalding, dal 1956
- Chartres, dal 1959
- Kursk, dal 1989
- Ravenna, dal 1989
- Gniezno, dal 1992
- Yavne, dal 1998